# Molí d'en Costa
El Molí d'en Costa, antigament Mas de la Riba o la Casanova, és un molí hidràulic al sud-est del nucli urbà de la població de Maçanet de Cabrenys (l'Alt Empordà), entre aquest i la urbanització de la Casanova, al mig de les rieres de la Fraussa i de l'Ardenya.

## Arquitectura
Edifici aïllat de planta rectangular, amb la banda de ponent actualment enrunada. De fet s'observa el muntant d'una finestra desapareguda. Presenta la coberta de teula d'un sol vessant i està distribuït en planta baixa i dos pisos. Totes les obertures de la construcció són rectangulars i majoritàriament presenten els emmarcaments bastits en pedra, amb les llindes planes i els brancals fets de carreus. La façana principal, orientada al nord, presenta el portal d'accés tapiat i una finestra al pis superior. La façana de llevant presenta dues finestres per planta, les de la planta baixa i el primer pis bastides en pedra calcària. Alhora, les finestres dels nivells superiors presenten els ampits en relleu i motllurats. Totes aquestes obertures estan tapiades. Adossat a l'extrem nord del parament hi ha un petit cos bastit en pedra i amb la coberta plana, que presenta un portal rectangular d'accés a l'interior. Per acabar, a la façana de migdia hi ha un portal d'accés a l'interior completament cobert per l'abundant vegetació que cobreix bona part de l'estructura.
La construcció està bastida en pedra sense treballar lligada amb abundant morter de calç.

## Història
Es tenen notícies del molí des del segle xiv, conegut en aquell moment com el Mas de la Riba (la Casanova).
Vers el 1562 consta com a propietari Berenguer Riba i posteriorment, vers el 1606 el posseïa en Josep Escofet. Aquest últim, vers el 1612 feu bastir un altre molí a sota i reformà el vell.
Més endavant, al 1640, es documenta un plet entre el propietari, Josep Escofet, i Francesc Cardona per l'ús indegut de l'aigua. El segon afirmava que el propietari del Molí d'en Costa acaparava l'aigua i no el deixava prou per moldre ni per regar.
Entre la documentació hi figura un arrendament del molí de l'any 1767:
«Jo Miquel Costa i Escofet, arrendo per espai de 3 anys a, Salvador Sot, moliner de dita vila, aquells dos molins fariners que jo tinc en dita vila de Maçanet, junt amb els seus recs, basses, guarniments i eines per moldre, juntament amb una cambra que es sobre el moli de dalt, 'estable que es sota las voltes, el paller que se troba sobre lo moli de baix, el prat anomenat del moli de baix, comprenent des del camí que va al molí d'en Cardona, fins a arribar a un rec, que ix de la font del prat de la deu «prat gran», i des de dit rec tirant dret fins a arribar a la ribera i també dues feixes contigües d'hort, lo qual arrendament li faig a dit Salvador Sot, per preu de 22 dobles, valents quiscuna 5 lliures i 12 sous, moneda barcelonesa, per quiscun any, pagadores cada any en tres iguals pagues, la primera per st. Antoni, la segona per Cinquagesma i la darrera per Nostra Senyora d'agost. Amb els pactes:
1) Prometo fer a mos propis gastos, les obres necessàries a dits molins, basses i rescloses a fi que aquells pugan moldrer i en cas haguessen de parar rellevar del preu del present arrendament tot lo que importaran les fallas de temps, que no hauran pogut moldre.
2) Que dit arrendatari, sia obligat a sos propis gastos en tenir nets i condrets els recs i los mateixos molins i en cas se perdia alguna ehina la dega pagar dit arrendatari.
3) Me reservo franca la multura de tots los grans se moldran en dits molins per lo gasto de ma casa i que sempre que moldrà lo moli de dalt dega tenir dit l'arrendatari la porta tancada.
4) Me reservo l'aigua per regar mos prats i horts.
Fet a Maçanet del 12 de gener del 1767» (ROURA 1991)
Vers el final del segle xix el molí va deixar de moldre.